# Gymnasium Bäumlihof
Das Gymnasium Bäumlihof (GB) ist eines der fünf staatlichen Gymnasien der Schweizer Stadt Basel. Von den staatlichen Gymnasien ist es zudem das einzige in Kleinbasel. Das Gelände befindet sich zur Hälfte in Basel, das Sportfeld befindet sich in Riehen.
Das Ziel der vierjährigen Ausbildung ist die schweizerische Maturität.

## Lehrplan
Die Grundlagenfächer werden, je nach Klassenstufe, von allen Schülern belegt. Die Grundlagenfächer sind:
- Biologie
- Chemie
- Deutsch
- Englisch
- Französisch
- Geografie
- Geschichte
- Informatik
- Mathematik
- Physik
- Wirtschaft und Recht
- Sport
- Musik oder Bildnerisches Gestalten

Jeder Schüler wählt zudem bei der Anmeldung ein Schwerpunktfach. Folgende Schwerpunktfächer werden am GB unterrichtet:
- Bildnerisches Gestalten
- Biologie und Chemie
- Italienisch
- Musik
- Spanisch
- Physik und Anwendungen der Mathematik

Ab dem dritten Schuljahr wird ein selbst gewähltes Ergänzungsfach (EF) besucht. Dieses Fach dauert bis zum Ende des vierten Jahres und wird im Schlusszeugnis aufgeführt. Das EF wird zusammen mit dem Gymnasium am Münsterplatz standortübergreifend durchgeführt.
Als Ergänzungsfächer angeboten werden:
- Anwendungen der Mathematik
- Bildnerisches Gestalten
- Biologie und Sport
- Biologie und Geografie
- Geschichte
- Geschichte und Latein
- Informatik
- Musik
- Pädagogik und Psychologie
- Philosophie
- Sport
- Wirtschaft und Recht

Grundsätzlich ist jedes EF wählbar, jedoch sind bei einigen Fächern bestimmte Voraussetzungen zu erfüllen wie z. B. eine Informationsveranstaltung zu besuchen oder ein Fach nicht in einer anderen Form bereits belegt zu haben. Zudem kann es vorkommen, dass einige Fächer aufgrund mangelnder Bewerber nicht stattfinden können.
Mit Freiwahlfächern können Schüler eigene Interessen vertiefen, wie beispielsweise mit Chinesisch, Japanisch oder Russisch.

## Sportklassen
In den Sportklassen werden junge Leistungssportler unterrichtet. Auch junge Musiker, die eine Berufsmusikerlaufbahn anstreben, können in die Sportklassen aufgenommen werden. Die schulischen Rahmenbedingungen bieten Raum für Trainings- und Übungsfenster und gewährleisten nach wettkampf- und trainingsbedingten Absenzen oder Teilnahmen an Konzerten individuellen Nachführunterricht. Die Sportklassen erfüllen die Bedingungen, nach insgesamt 13 Schuljahren die gleiche Matur zu erlangen wie in allen anderen gymnasialen Klassen.
Voraussetzung für den Eintritt in eine Sportklasse ist der sportliche Leistungsnachweis (regionale/nationale Kader) oder eine Empfehlung des Leiters der Musikakademie Basel-Stadt. Zudem ist ein Bekenntnis zum Leistungssport mit einer professionellen sportlichen Begleitung und mit einer entsprechenden Empfehlung (Verein, Verband, Eltern, Trainer) oder höchste Ansprüche in der Musik notwendig, damit eine Sportklasse besucht werden kann.
Das Gymnasium Bäumlihof ist zudem eine offizielle Swiss Olympic Partner School.

## Musikprojekt

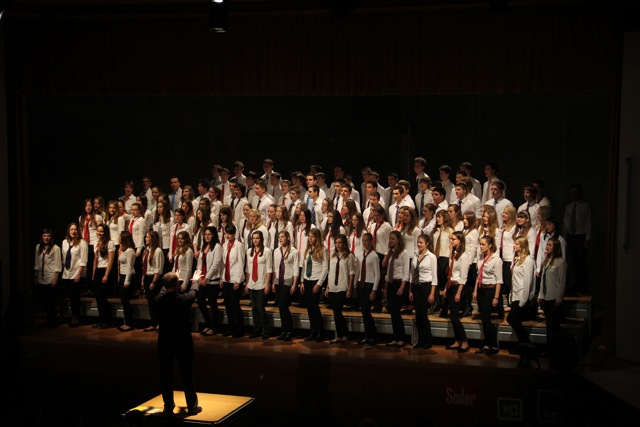
Der grosse Chor am Musikprojekt im Jahr 2012

Musik ist am GB sehr wichtig. Es wird als Schwerpunktfach, Wahlfach, Ergänzungsfach und als Freiwahlfach(verschiedene Derivate) angeboten. So wird jährlich ein Musikprojekt einstudiert und aufgeführt. Es ist eine musikalische Eigenproduktion und findet jedes Jahr im Januar, üblicherweise nach der Intensivwoche, statt. Die Vorbereitungen laufen während des ganzen 1. Semesters. Inhaltlich steht dies unter einem gewählten Kapitel, wie z. B. Schweizer Musik (musikusdrschwz) oder Afroamerikanischer Musik (Black Music). Alle Schüler, die Musik in irgendeiner Form gewählt haben, sowie auch Externe und Lehrpersonen sind daran beteiligt. Über dieses Spektakel wird regional wie z. B. von der Riehener Zeitung berichtet.

## GBPlus
Das GBPlus ist ein pädagogisches Projekt mit dem Ziel, das individuelle Lernen zu fördern. 2010 erteilte das zuständige Erziehungsrat die Bewilligung für fünf Jahrgänge.
Der Unterricht besteht im Gegensatz zu üblichen Unterrichtsmodellen nur noch aus ca. 75 % aus Frontalunterricht und 25 % individueller Lernzeit (mit INL abgekürzt), in der die Schüler sich selbständig ihre Lehrinhalte zusammenstellen können. Nach einem fünf- bis sechswöchigen Lernblock («Phasen») folgt eine Testwoche («Prüfungsphase»), in der das selbständig Gelernte geprüft wird. Aufgenommen werden Sekundarschüler der dritten Klasse mit einer Übertrittsempfehlung ins Gymnasium.
Das Gymnasium wurde Ende 2013 als Zweitbeste Schule und als Bestes Gymnasium der Schweiz mit einem neuen Schweizer Schulpreis (ähnlich zum deutschen und dem österreichischen Pendant) vom Schweizer Forum Bildung ausgezeichnet. GB Plus ist aber nicht der alleinige Auszeichnungsgrund, sondern ein Alleinstellungsmerkmal der Schule. Darüber wurde überregional berichtet.

## Sonstiges
- 2011 wurde ein Renovationsprojekt des GB/WBS festgelegt. Aus einer Vorstellung verschiedener Projekte und Unternehmen setzte sich die Idee des Büros Enzmann Fischer Partner AG Architekten BSA/SIA mit dem Gesamtleiter Bossard und Partner durch. Anfangs 2014 wurde das Projekt zwecks Baufinanzierung dem Grossen Rat vorgelegt. Die Bauarbeiten sollen 2014–2018 umgesetzt werden.
- Am GB gibt es seit 1995 eine Schülerorganisation bestehend aus zwei Delegierten aus jeder Klasse und einem Vorstand, der aus freiwilligen innerhalb der Klassendelegierten besteht. Ziel dieser SO ist die Interessenvertretung der GB-Schülerschaft vor den Schulorganen und Förderung einer Schulhauskultur. Gelegentlich organisieren sie Aktionen an der Schule wie z. B. den Röselitag oder eine Schülernachhilfe und stellen den Betrieb der schulinternen App sicher.
- Mit gb.info ist das Gymnasium Bäumlihof das erste Gymnasium der Schweiz, das über eine breit angelegte Campus-App für Smartphones verfügt. Es informiert die Schüler- und Lehrerschaft über schulrelevante Vorgänge, wie Stundenausfällen, Pensen, Mensaessen etc. Diese App wurde zunächst als Maturaarbeit, später von der Schülerorganisation umfassend neu konzipiert und realisiert.
- Das GB hat einige Bienenstöcke, aus denen der sogenannte «Bäumlihonig» gewonnen wird. Dieses Produkt kann am Sekretariat des Gymnasiums bezogen werden. Nebstdem ist das GB das einzige Gymnasium in Basel, welche Gewächshäuser und dazugehörende Bienen hält. Das ganze Bäumlihonigprojekt läuft seit über 25 Jahren.
- Das GB sowie die angrenzende Sekundarschule Bäumlihof werden durch eine gebäudeinterne Mensa verpflegt. Sie wird von der SV Group betrieben.